# Messier 99
Messier 99 (também conhecido como M99 ou NGC 4254) é uma galáxia espiral não barrada da constelação de Coma Berenices que fica a aproximadamente 60 milhões de anos-luz da Terra. Foi descoberta por Pierre Méchain em 17 de março de 1781

## Descoberta e visualização

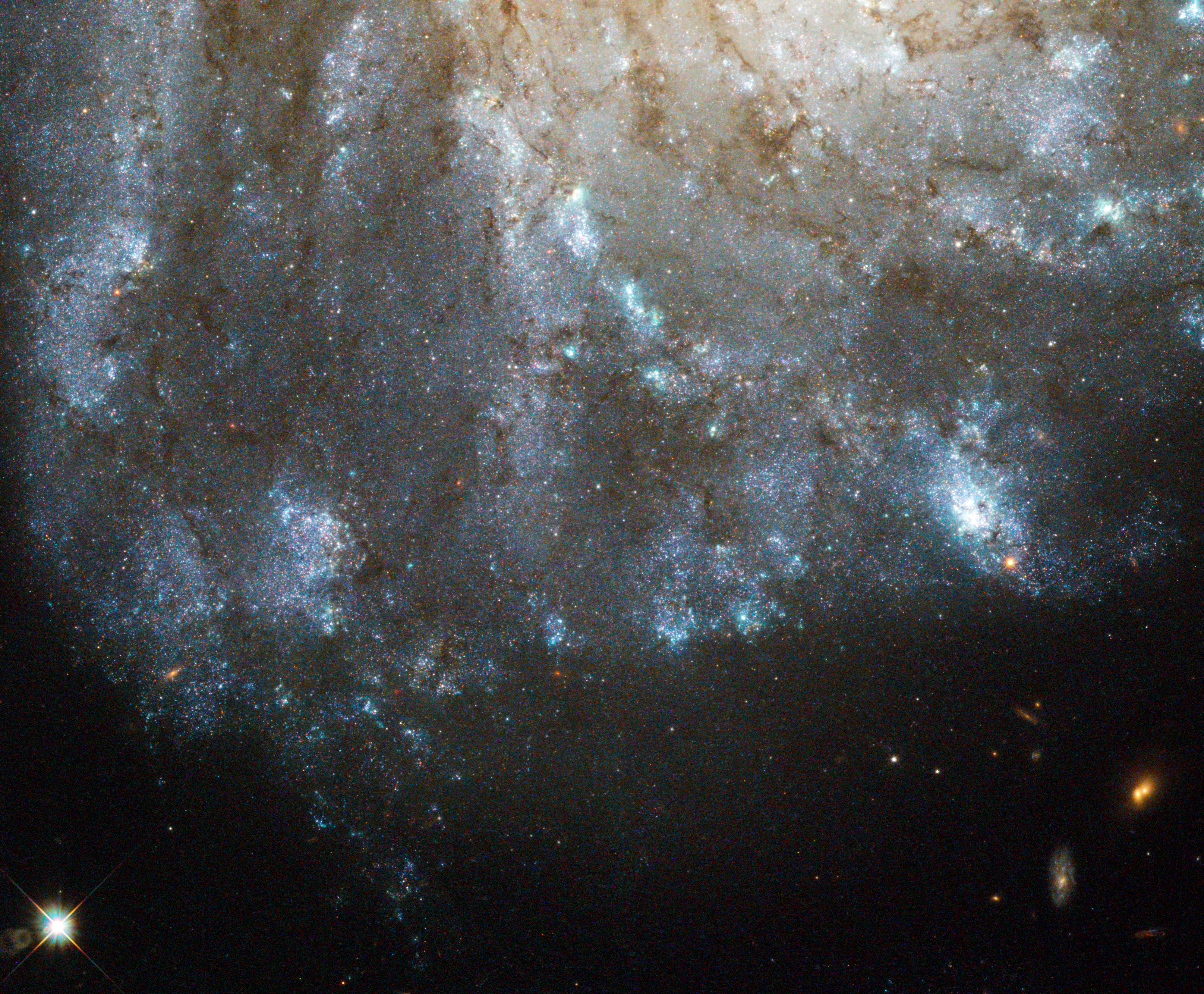
Detale dos braços de Messier 99, Telescópio Espacial Hubble

A galáxia espiral foi descoberta pelo astrônomo francês Pierre Méchain em 15 de março de 1781, juntamente com Messier 98 e Messier 100. Quase um mês depois, em 13 de abril, seu colega de observatório Charles Messier decidiu observá-la e foi incluída em seu catálogo.
Foi a segunda galáxia espiral a ser reconhecida, por William Parsons em 1846 (a primeira foi Messier 51, também por Parsons em 1845).

## Características
Um dos objetos mais fracos de todo o catálogo Messier, a galáxia espiral é membro do aglomerado de Virgem, o maior aglomerado galáctico próximo da Terra. É incomumente assimétrica: seu núcleo galáctico não está no centro da galáxia. Supõe-se que essa assimetria seja resultado de uma quase-colisão com outra galáxia vizinha, Messier 98, que se aproxima da Terra a 125 km/s. Além disso, a galáxia afasta-se da Terra a uma alta velocidade de 2 324 km/s, a maior recessão de um objeto Messier.
Três supernovas foram descobertas em M99: a SN 1967H, uma supernova tipo II descoberta em junho de 1967, alcançando uma magnitude aparente máxima 14; SN 1972Q, outra do tipo II, descoberta em 16 de dezembro de 1972, que alcançou a magnitude máxia em 15,6; e SN 1986I, do tipo I, descoberta em 17 de maio de 1986, alcançando a magnitude máxima 14.

## Galeria

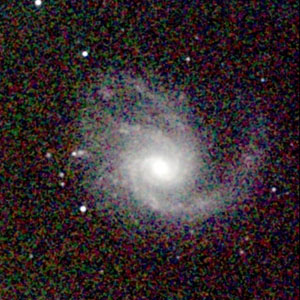
Messier 99, projeto 2MASS
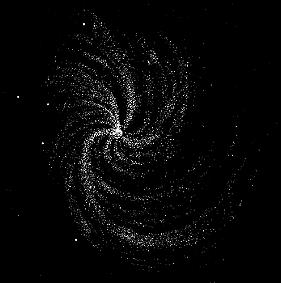
Esboço de Messier 99, William Parsons (meados do século XIX)
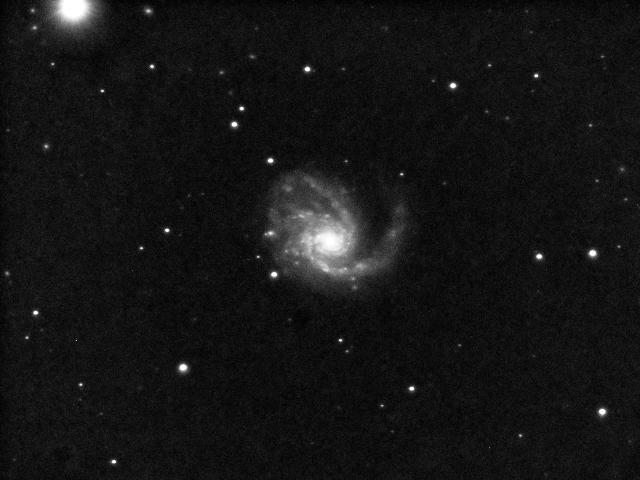
Messier 99, Ole Nielsen